# Forum Menschenrechte
Das Forum Menschenrechte ist ein Netzwerk von mehr als 52 deutschen Nichtregierungsorganisationen. Es setzt sich für einen verbesserten, umfassenden Menschenrechtsschutz ein. 1994 wurde das Forum im Anschluss an die Wiener Weltmenschenrechtskonferenz gegründet.
Folgende Tätigkeitsfelder nennt die Organisation als Ziele in ihrer Selbstbeschreibung:
- die Menschenrechtspolitik der Bundesregierung und des Deutschen Bundestags auf nationaler und internationaler Ebene kritisch zu begleiten,
- gemeinsame Vorhaben zur Verbesserung des Menschenrechtsschutzes weltweit durchzuführen,
- Bewusstsein zu Fragen der Menschenrechte in der deutschen Öffentlichkeit zu bilden und dabei auch auf mögliche Menschenrechtsverletzungen in Deutschland hinzuweisen und auf ihre Lösung hinzuarbeiten,
- Informationen unter den Mitgliedsorganisationen zu menschenrechtsrelevanten Themen auszutauschen, der Unterstützung lokaler, regionaler und nationaler NGOs bei den internationalen Aspekten ihrer Arbeit und der Förderung der internationalen Vernetzung von Nichtregierungsorganisationen.

## Mitglieder
Mitgliedsorganisationen des Forums Menschenrechte sind:
- Aktion der Christen für die Abschaffung der Folter (ACAT)
- Aktionsgemeinschaft Dienst für den Frieden (AGDF)
- Amnesty International – Deutsche Sektion
- Bundesweite Arbeitsgemeinschaft der psychosozialen Zentren für Flüchtlinge und Folteropfer (BAFF e.V.)
- Bahá’í-Gemeinde in Deutschland K.d.ö.R.
- Bischöfliches Hilfswerk Misereor
- Bundesfachverband Unbegleitete Minderjährige Flüchtlinge e.V.[3][4][5]
- Bundesweiter Koordinierungskreis gegen Menschenhandel (KOK e.V.)
- Deutsche Gesellschaft für die Vereinten Nationen (DGVN)
- Deutsche Kommission Justitia et Pax
- Deutsche UNESCO-Kommission
- Deutscher Frauenrat
- Deutscher Gewerkschaftsbund (DGB)
- European Center for Constitutional and Human Rights (ECCHR)
- EWDE – Evangelisches Werk für Diakonie und Entwicklung mit den Teilwerken Brot für die Welt und Diakonie Deutschland – Evangelischer Bundesverband
- FIAN Deutschland e.V. FoodFirst Informations- & Aktions-Netzwerk
- Friedrich-Ebert-Stiftung
- Friedrich-Naumann-Stiftung für die Freiheit
- Germanwatch
- Gesellschaft für bedrohte Völker
- Gesellschaft für Freiheitsrechte e.V. (GFF)
- Heinrich-Böll-Stiftung
- Human Rights Watch e.V.
- Humanistische Union
- Interessenvertretung Selbstbestimmt Leben in Deutschland (ISL e.V.)
- Internationale Frauenliga für Frieden und Freiheit (IFFF)
- Internationale Gesellschaft für Menschenrechte (IGFM)
- Interkultureller Rat in Deutschland e.V.
- Internationales Katholisches Missionswerk missio e.V.
- IPPNW (International Physicians for the Prevention of Nuclear War; Name der deutschen Sektion: Internationale Ärzte für die Verhütung des Atomkrieges, Ärzte in sozialer Verantwortung e. V.)
- JUMEN e.V. – Juristische Menschenrechtsarbeit in Deutschland[6]
- Kindernothilfe
- Kommission für Menschenrechte Freiburg[7][8][9]
- Konrad-Adenauer-Stiftung e.V.
- Lesben- und Schwulenverband in Deutschland (LSVD) e.V.
- medica mondiale e.V.
- Missio – Internationales Katholisches Missionswerk – Ludwig Missionsverein KdöR München
- National Coalition Deutschland – Netzwerk zur Umsetzung der UN-Kinderrechtskonvention e.V.
- Nürnberger Menschenrechtszentrum
- Paritätischer Wohlfahrtsverband – Gesamtverband e. V.
- Pax Christi
- Pro Asyl
- pro familia Bundesverband e.V.
- Reporter ohne Grenzen
- Survival international Deutschland e.V.
- Terre des Femmes
- Terre des hommes Deutschland e.V. – Hilfe für Kinder in Not
- urgewald e.V. – Anwalt für Umwelt und Menschenrechte
- Vereinte Evangelische Mission (VEM)
- Werkstatt Ökonomie (Heidelberg)[10][11]
- Ökumenische Bundesarbeitsgemeinschaft „Asyl in der Kirche“ e.V.[12][13]

Gaststatus
- Deutsches Kinderhilfswerk e.V. (DKHW)
- Deutsches Rotes Kreuz e.V. (DRK)
- Evangelische Kirche in Deutschland (EKD)

Ehemalige Mitglieder
- ATD Vierte Welt Deutschland e.V.
- Aktion Courage – SOS-Rassismus
- Deutsche Gesellschaft
- Deutsche Welthungerhilfe e. V.
- Gemeinschaft für Menschenrechte im Freistaat Sachsen[14][15]
- Gesellschaft zum Schutz von Bürgerrecht und Menschenwürde (wurde 2012 ausgeschlossen[16])
- Internationale Liga für Menschenrechte
- Missionszentrale der Franziskaner
- Nationaler Geistiger Rat der Bahai
- Sozialverband VdK Deutschland e.V.
- Verband binationaler Familien und Partnerschaften, iaf e.V.
- World University Service (WUS)